# You've Changed
Para la canción de Carl Fischer de 1942 véase You’ve Changed
«You've Changed» es una canción originalmente coescrita y lanzada en 2008 por la DJ/productora estadounidense Lauren Flax, que luego fue regrabada y lanzada como el primer sencillo del álbum de 2010 We Are Born de Sia. Fue anunciado a través de una actualización de Twitter que Sia publicó. 
La canción fue regalada y lanzada el 28 de diciembre de 2009. El 31 de enero de 2010, alcanzó el número 31 en la lista australiana ARIA Singles, convirtiéndose en el sencillo de Sia con mejor clasificación en esa lista hasta su éxito de 2014 "Chandelier". La canción se colocó en el puesto 72 en la cuenta regresiva de Triple J Hottest 100 en 2009.
En los Estados Unidos, la versión original de Lauren Flax alcanzó el número 47 en la lista Billboard Hot Dance Club Songs en abril de 2010. También fue una de las canciones utilizadas en el final de la temporada 1 de The Vampire Diaries.

## Posicionamiento en listas
| Lista (2010)                       | Máxima posición |
| ---------------------------------- | --------------- |
| Australia (ARIA)                   | 31              |
| Países Bajos (Dutch Top 40)        | 33              |
| Países Bajos (Mega Single Top 100) | 95              |

## Historial de lanzamientos
| País          | Fecha                    | Formato          | Sello         |
| ------------- | ------------------------ | ---------------- | ------------- |
| Australia     | 28 de diciembre de 2009  | Descarga digital | Monkey Puzzle |
| Nueva Zelanda | 28 de diciembre de 2009  | Descarga digital | Monkey Puzzle |
| Bélgica       | 24 de septiembre de 2010 | Descarga digital | RCA           |
| Finlandia     | 24 de septiembre de 2010 | Descarga digital | RCA           |